# 후안 루이스 게리아도

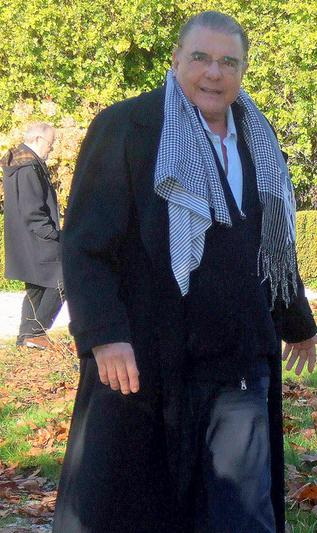

후안 루이스 게리아도(Juan Luis Galiardo, 1940년 3월 2일~2012년 6월 22일)는 스페인의 연극 배우, 영화배우, 영화 프로듀서, 텔레비전 배우이다.
마드리드에서 사망하였다. 사인은 폐암이다.

## 영화
- 우연히도 행운이(2011년) - 알칼데 역
- 미구엘과 윌리엄(2007년)
- 클랜데스티노스(2007년)
- 브뉴엘과 솔로몬 왕의 탁자(2001년)
- 작은 새(1998년)
- 꿈 속의 여인(1998년) - 대사 역
- 탱고(1998년)
- 내 사랑 돈 쥬앙(1990년)
- 씬(1972년)
- 셋의 압박(1968년)